# Graphiurus johnstoni
Graphiurus johnstoni és una espècie de mamífer rosegador esciüromorf de la família Gliridae. Es troba a Malawi, Zàmbia i Zimbàbue.

## Hàbitat
El seu hàbitat natural és la sabana humida.